# Phyllorachis
Phyllorachis là một chi thực vật có hoa trong họ Hòa thảo (Poaceae).

## Loài
Chi Phyllorachis gồm các loài: